# Steenstrup Gletscher
Steenstrup Gletscher är en glaciär i Grönland (Kungariket Danmark). Den ligger i den nordvästra delen av Grönland, 1 300 km norr om huvudstaden Nuuk. Steenstrup Gletscher ligger 245 meter över havet.
Terrängen runt Steenstrup Gletscher är kuperad söderut, men norrut är den platt. Steenstrup Gletscher ligger nere i en dal.  Trakten runt Steenstrup Gletscher är nära nog obefolkad, med mindre än två invånare per kvadratkilometer. Det finns inga samhällen i närheten. Trakten runt Steenstrup Gletscher är permanent täckt av is och snö.